# NGC 6922
NGC 6922 est une galaxie spirale située dans la constellation de l'Aigle. Sa vitesse par rapport au fond diffus cosmologique est de 5 395 ± 20 km/s, ce qui correspond à une distance de Hubble de 79,6 ± 5,6 Mpc (∼260 millions d'al). NGC 6922 a été découverte par l'astronome allemand Albert Marth en 1863.
La classe de luminosité de NGC 6922 est III et elle présente une large raie HI. Elle renferme également des régions d'hydrogène ionisé. 

## Supernova
La supernova SN 2010il a été découverte dans NGC 6922 le 29 septembre 2010 par José Maza Sancho (en) et ses collègues dans le cadre du programme de recherche de supernovas CHASE (CHilean Automatic Supernova sEarch) de l'université du Chili. Cette supernova était de type Ic. Au moment de sa découverte, la magnitude de cette supernova était 16,4